# 市場化テスト
市場化テスト（しじょうかテスト）とは、公共サービスを国民に提供する主体として、官と民のどちらがより国民の期待に応えられるのかを国民に判断してもらうために行われる官民競争入札制度のこと。

## 概要
イギリスで肥大した地方政府のコスト削減を目的にサッチャー政権が導入した。イギリスのほか、アメリカ合衆国でも1980年代から始まった。日本では、与党および一部野党の賛成で2006年5月26日に成立した『競争の導入による公共サービスの改革に関する法律』に基づく。小泉内閣の聖域なき構造改革の中で打ち出した施策の一つとして採用された。
「民でできるものは民へ」の基本姿勢の具体化や公共サービスの質の維持向上・経費節減等を図る方法で、官の世界に競争原理を導入し、官における仕事の流れや公共サービス提供のあり方を変える取り組みである。この背景には、民間にできることを行政が独占しているとの批判や、財政赤字が膨らむ中で公的サービスをもっと効率化すべきである、といった議論が当時あった。
公共サービスは官しか行うことができないというこれまでの考え方を転換し、公共サービスの中に民間でもできる仕事があるのではないか、民間でできる仕事ならば官と民でどちらが効率的に行うことができるか競い合うことによって、公共サービスを向上させようというのが制度の根本的な考え方であると推進側は説明する。
なお、市場化テスト（官民競争入札等監理）の事務は、2016年に内閣府から総務省に移管された。

## 目的
- 行政の効率化。「小さくて効率的な政府」をスローガンに、三位一体の改革と並んだ、共通の目的である。
- 競争入札形式にすることで、現行の行政サービスをよりよいものにするだけでなく、民間の持つマーケティング力を活かして国民（市民）のニーズにあったサービスを提供することが期待される。また、民間に事業を開放することで新たな事業分野が創出される（建設投資することなく、事業が開始できる）
- 官の側も入札に参加することで意識改革が期待できる。
- 今まで不透明だった行政サービスの内容やコスト構造を透明化する。

## 民営化との違い
公共サービスを提供する最終責任は官に残る制度となっている（競争の導入による公共サービスの改革に関する法律）。この点で、最終責任まで民間に委譲する「民営化」とは全く異なる制度である。
民間事業者が落札して事業を実施した際に、万が一事故が発生した場合の賠償責任は、最終的に官が負うことになる。ただし、官は民間事業者に対して求償を行うことができるため、その意味では民間事業者も相応の責任を負うことになる。

## 入札実施の手法・過程
国の場合、第三者委員会「官民競争入札等監理委員会」がプロセス全体の監理を行っている。
- まず、どのような公共サービスがあるかを調べ上げる。
- そもそも、その公共サービスを実施する必要があるか否かを検討する。
- 実施する必要がある場合、民営化できないか検討する。
- 民営化できない場合、官に責任が残るシステムである市場化テストによってより良い公共サービスの提供を目指す。
- その際、規制が存在する場合には規制緩和をするか、地方自治体の業務の場合には特区扱いにできるかを検討する。
- 行政内部での体制構築と入札準備の段階に入る。
- 業務実施部門と入札企画部門を分離したり、プロセス全体を監視する第三者機関を準備する。
- 情報開示を進め、求められるサービスの質や内容に関して定義する。
- 競争条件を整えたり、民間が落札した場合の業務移管方法や公務員の処遇について決定する。
- 官民競争入札を実施する（総合評価方式）。
- 落札者が事業を実施する。なお、民間が落札した場合の公務員の処遇については、配置転換と新規採用抑制により対応すると推進側は主張しているが、分限免職の可能性を否定できないとの懸念がある。しかし国家公務員法が定める「分限処分」の具体的な事例や手続きなどの基準を明記した人事院の運用指針には、定員超過を理由とした人員削減の項目が含まれていないため、この理由をもって分限免職を行うことはできないとされている。
- 当該事業について、利益優先主義になり安全がおろそかになっていないか等、第三者委員会が国民の意見を聞きながら厳しく監視する。

地方自治体の業務については、地方自治の本旨から、当該自治体の判断にゆだねられることとなる。なお、意思決定には経済財政諮問会議が介入することがあるとの指摘があるが、あくまでも当該自治体住民の主体的な判断により導入が検討されるべきものであり、国から強制されることがあってはならないとする見解が主流である。

## 対象業務
以下には、官が入札に参加せず、結果として民間会社同士の競争入札になったものも含む。
- 法務省関係業務
  - 登記関連事業（証明事業）
- 厚生労働省関係業務
  - ハローワーク関連事業（「人材銀行」事業、「キャリア交流プラザ」事業、求人開拓事業）…32条で職業安定法の特例を措置。
  - 雇用・能力開発機構の業務（アビリティガーデン、私のしごと館等）
  - 国立病院の集金代行や分割払いの相談、不明者の調査
- 社会保険庁関係業務
  - 国民年金保険料収納事業…33条で国民年金法等の特例を措置
- 国土交通省関係業務
  - 公営住宅の滞納家賃徴収、水道施設や下水道関連施設の維持・管理業務、公園管理業務
- 統計局関係業務
  - 統計調査関連の業務（指定統計調査、独立行政法人統計センター）[3]
- 国の庁舎や会館の管理業務
- 公務員向け研修関係業務

### 既に特例を設けたもの
- 地方公共団体の窓口業務（戸籍謄本、戸籍附票、住民票、納税証明書、外国人登録原票記載事項証明書、印鑑登録証明等の請求の受付、発行の申請、引き渡し）

## 対象とすることが検討されている業務
官が引き続き税金を投入する必要がある業務（民営化不可業務）については、原則すべてが検討対象となり、官の側が「テストの対象とすることができない業務」であることを国民に対して説明できない場合には、入札を実施することとなる。
- 文部科学省関係業務（奨学金回収事業、大学入試センター試験運営、各種会館・施設運営業務、等）
- 社会保険庁関係業務（社会保険事務所業務、等）
- 国土交通省関係業務（地方支分部局の実施する業務、独立行政法人関係業務、等）
- 統計局関係業務（統計事業運営）

このほか、特殊法人改革の一環として、日本放送協会(NHK)など特殊法人として存続させたほうがよいとされた法人でも可能な限りにおいて「市場化テスト」に準じた制度を導入するよう規定されており、NHKでは受信料事務について制度導入に向けた検討を進めている。

## 主張

### 導入推進派の主張
- 市場化テストはコスト削減だけでなく、人材の有効活用や公務員の意識改革が図れるとされている。行政コストが削減されれば、増税の必要性もなくなり一石二鳥である。
- 採算面等の理由により民営化することのできない事業についても導入することができる。
- 官の側にとっては、市場化テストで官が落札すれば、「官は非効率なことばかりやっている」などという一部マスコミによる批判が的外れであることを国民に対して自ら証明することができる。
- 民間からハローワーク業務をはじめとした公共サービス分野に参入して、是非サービスの向上に貢献したいとする要望が複数出されている、と報じられた。
- 一部報道によると、社会保険庁関係業務の入札が実施された結果、官より約60%（約30億円分）コスト削減につながった。また、他の実施を含めた事業全体では、官の場合よりも20～30%程度コストが削減された[4]。
- 市場化テストを導入すること自体が目的なのではなく、市場化テストを実施することによって、より効率的な公共サービスの担い手が決定され、国民により良い公共サービスが提供されることこそが目的である。

### 導入慎重派の主張
- 公共サービスを提供する最終責任は官に残る制度であると推進側はしているが、経済財政諮問会議の議論や宣伝をみると、最終的にはそうではなくなる可能性もあるとの懸念がある。
- 最終責任まで民間に委譲する「民営化」とは異なる制度であることに注意する必要があるが、民営化と同一視されることが多く、民へ移すという最終目標も同じではないかとの反論がある。
- 水道等のインフラ事業の場合、低所得者が料金を払えず利用できない、管理がおろそかになり設備が荒廃する等の弊害が発生しており、上水道事業においては世界的に問題となっている。小さな政府という考え方そのものが破綻を来している事例も見られることから、その実効性には強い疑問があるという意見がある。
- コスト比較を謳いながら、市場化テスト法制定時に慎重に検討・決定すべきコスト計算方法について、法律制定後数ヶ月も経ってから推進側が難癖をつけて法解釈を変更するなど、法運用にも問題を抱えているとの批判がある。
- コスト計算方法の解釈について経済財政諮問会議の言動・宣伝が二転三転しており、落札方法以前の問題が山積みであるとの批判がある。
- ハローワーク参入に関する意見交換では、まずハローワークの仕事を請負ありきという企業の一方的な商売的な意見が出ている。
- 経済財政諮問会議の議事録を見る限りは何でも民間に放り投げることが目的ではないか、との指摘もある。ハローワークの無料職業紹介事業の導入方法を見ても、前述の入札実施モデルとはかけ離れたものになり、手段を選ばない状態が続いているとの主張がある。
- 意思決定も経済財政諮問会議から官民競争入札等監理委員会に無理に丸投げされており、その過程は不明朗であるとの見解がある。
- 強引とも言える手法で「市場化テスト」の実施を目指したが、肝心の民間事業者の関心は薄く、「ハローワークが行うセーフティーネットは国として保障すべきで、官以外ありえない。民間職業紹介事業のビジネスモデルの理解が足らないのでは」「落札価格の叩きあいになるようなスキームは本末転倒」などの意見も出されたとされている。
- コスト削減によって公共サービスの質が低下するのではないかという点がある。
- コスト削減の報道は、ハローワークや他の分野でも市場化テストが導入されているのに、社会保険庁分野だけしか良い実績が存在しない（2007年10月24日付日刊工業新聞、時事通信、東京新聞等の各記事で再検証可能）ともいえる。
- 求人開拓事業等のハローワーク関連分野で行われた市場化テストでは、数値・顧客の意識調査等の量・質に関してほぼ全ての分野で官が民に勝つという結果が出ているにもかかわらず、総括のみで結果の詳細な検証もおこなわれないまま東京の二つのハローワークで更なるテストを行おうとするなど、国民に対するサービス向上や行政サービスの効率化といった本来の目標とはかけ離れて言っているのではないかといった意見もある（この市場化テストの実施にも参加業者への成功報酬・委託料などの名目で多額の税金が支払われている）。
- 今まで不透明だった行政サービスの内容やコスト構造を透明化するとあるが、日本経済新聞等の報道記事を見る限りは、コスト計算方法について法制定後かなり経過してから、推進側のスタンスへその解釈を突如変更したりする事態があったりしており、別に不透明な問題が生じている。
- 法務局事務参入業者の中には、虚偽の社会保険関係届け出（実際よりも低い標準報酬を届け出て事業主負担を不当に免れる）をし、それが明らかになると未払い給料を残したまま自己破産したような例もある。このような虚偽届け出が発覚した後も、引き続き業務を受託できていたことを問題視する声があるが、官民競争入札等監理委員会は我関せずで、あくまで法務省の問題としている。

### その他
- 公共サービスの中には、ストライキ等労働基本権の行使に何らかの不都合があるゆえに、労働基本権の行使を制限するために公共サービスとしているケースがある。そうしたケースに対して市場化テストを導入するのならば、労働基本権の行使は当然のものとして受け入れなければならない。国は労働基本権を保障する主体である以上、労働基本権の行使を理由とした契約解除の実行はもとより、その可能性を表明すること自体が不当である。